# Jean Jacques Kirstein
Pour les articles homonymes, voir Kirstein.
Jean Jacques Kirstein  (ou Johann Jacob Kirstein), né le 31 août 1733 à Strasbourg et mort le 8 mars 1816 dans la même ville,  est un orfèvre actif dans la seconde moitié du XVIIIe siècle. Il appartient à la grande dynastie d'orfèvres strasbourgeois luthériens, les Kirstein.

## Biographie
Fils de l'orfèvre Joachim Frédéric I Kirstein (1701-1770), il épouse en 1760 Anne Marie Baumeyer (1740-1769), dont il a deux enfants, Jacques Frédéric et Jean Jacques, qui deviendront orfèvres.
Il est admis à la tribu de l'Échasse et reçu maître en 1760, devient échevin en 1767, maître de la tribu en 1772 et 1786, élu au tribunal de la tribu en 1773, 1787 et 1788, également assesseur au Sénat en 1787 et 1788.
En 1760, année de son mariage et de sa maîtrise, il acquiert également une maison du XVIe siècle, reconstruite partiellement en 1860, sur l'emplacement de l'actuel no 4, de la rue des Orfèvres.
Geoffroy Schuman effectua son apprentissage chez lui entre 1762 et 1768.

## Œuvre
Considéré comme un « orfèvre de grand talent », Jean Jacques Kirstein est l'auteur de nombreux dessins et pièces d'orfèvrerie, présentés dans les musées, les expositions et les ventes aux enchères.

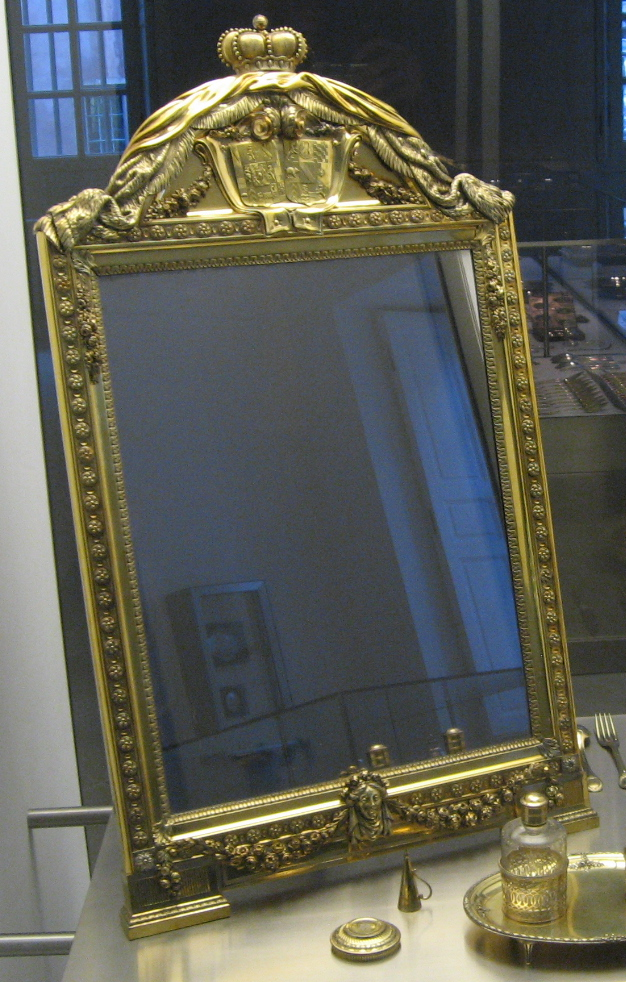
Miroir de toilette de la princesse de Deux-Ponts.

Le cabinet des estampes et des dessins de Strasbourg possède une importante collection de dessins d'orfèvrerie, dont plusieurs ont été réalisés par Jean Jacques Kirstein : légumier, soupière, anse d'écuelle, flambeau et divers motifs décoratifs.
Le musée des Arts décoratifs de Strasbourg conserve une collection significative.

La pièce-maîtresse est le miroir de toilette de la princesse de Deux-Ponts, exécuté vers 1786. De grande taille — il mesure près d'un mètre de hauteur —, fait partie du nécessaire offert par Maximilien Joseph de Deux-Ponts, colonel-propriétaire du régiment d'Alsace à Strasbourg, à Augusta Wilhelmine de Hesse-Darmstadt, fille du comte Georges Guillaume de Hesse-Darmstadt et de Marie Albertine Louise de Linange-Heidesheim, à l’occasion de la naissance de leur fils ainé, le 27 août 1786. Ce nécessaire est constitué d'environ 25 pièces, léguées à son mari par la princesse qui meurt en 1796. Le prince se remarie en 1797. Vers 1804-1805 les armoiries qui se trouvaient au sommet du miroir sont remplacées par les armes d’alliance de Maximilien Joseph et de Caroline de Bade-Durlach (1776-1841), sa seconde épouse. De nombreuses autres pièces de cet ensemble sont pillées en Autriche en 1944, les pièces subsistantes dispersées lors d'une vente aux enchères à Berne en novembre 1953. Cependant le musée a gardé l'écrin de voyage en maroquin rouge de ce miroir.
Jean Jacques Kirstein a également réalisé dix des pièces de la toilette offerte à la comtesse Sophia Thérèse von de Leyen pour la naissance de son fils Erwein en 1789. Le musée des Arts décoratifs en expose quelques-unes, dont une aiguière et son bassin, une écuelle à bouillon, une paire de flacons à parfum sur leur plateau, un éteignoir. 

Musée des Arts décoratifs de Strasbourg.
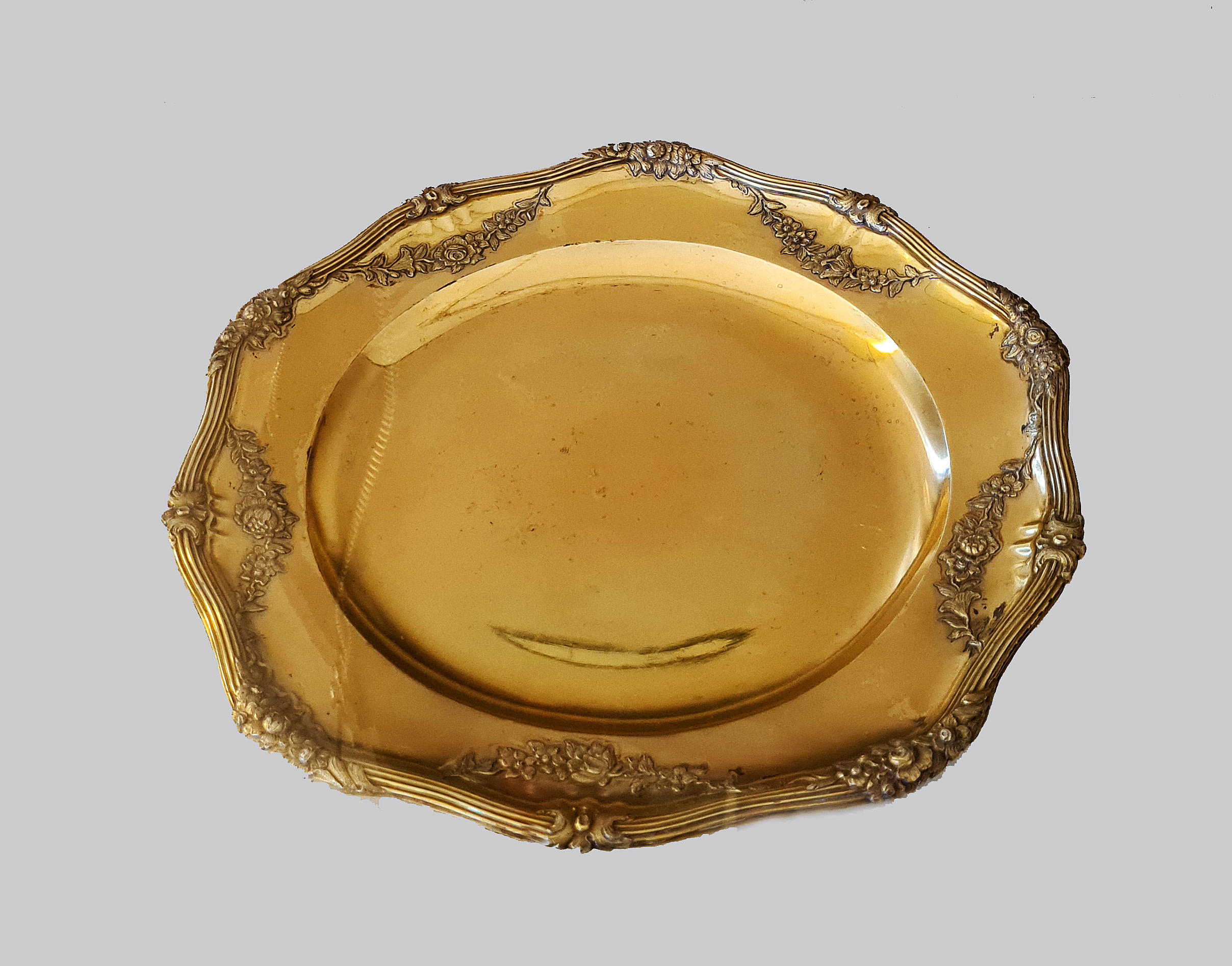
Assiette en argent doré.
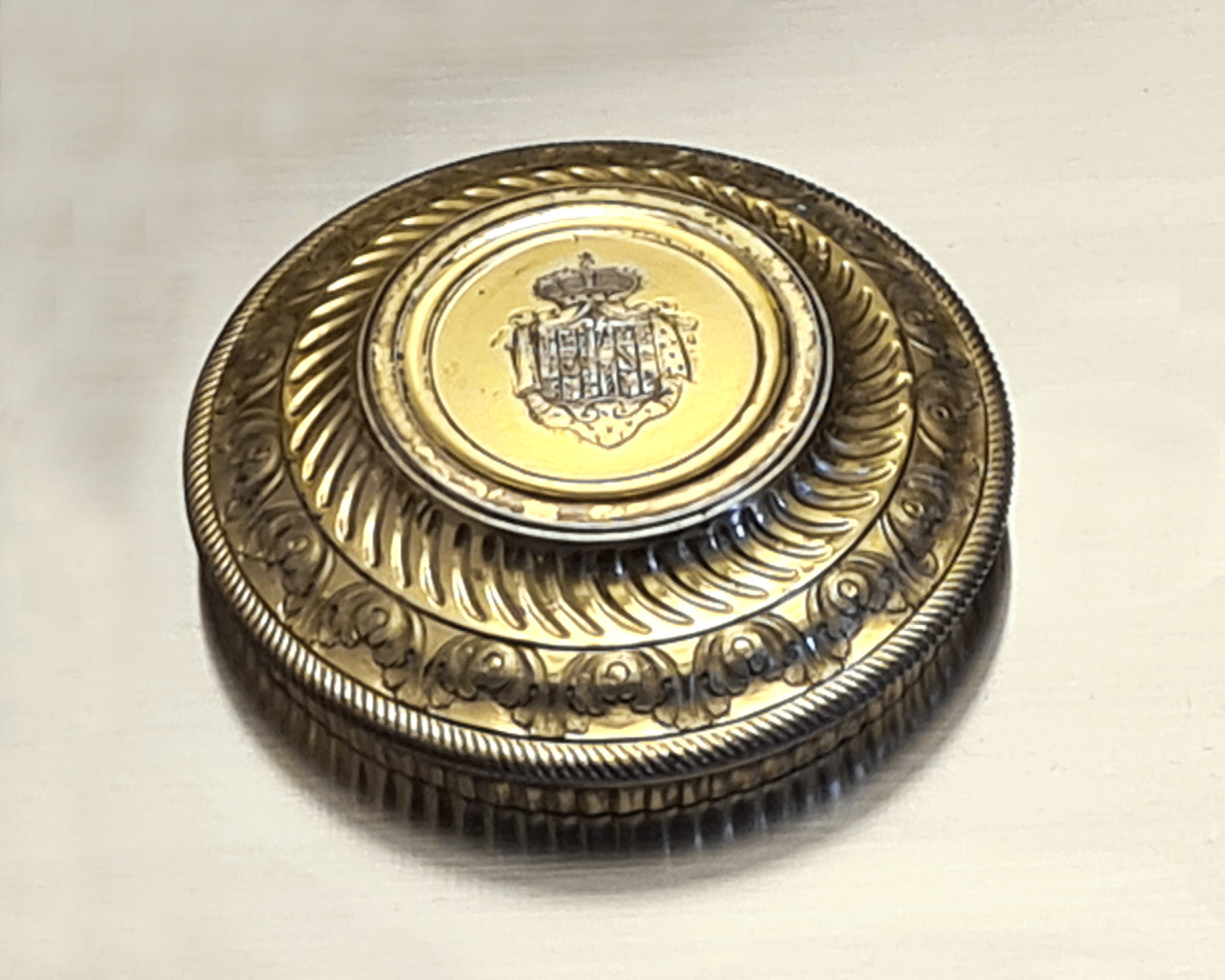
Couvercle de pot à fard.
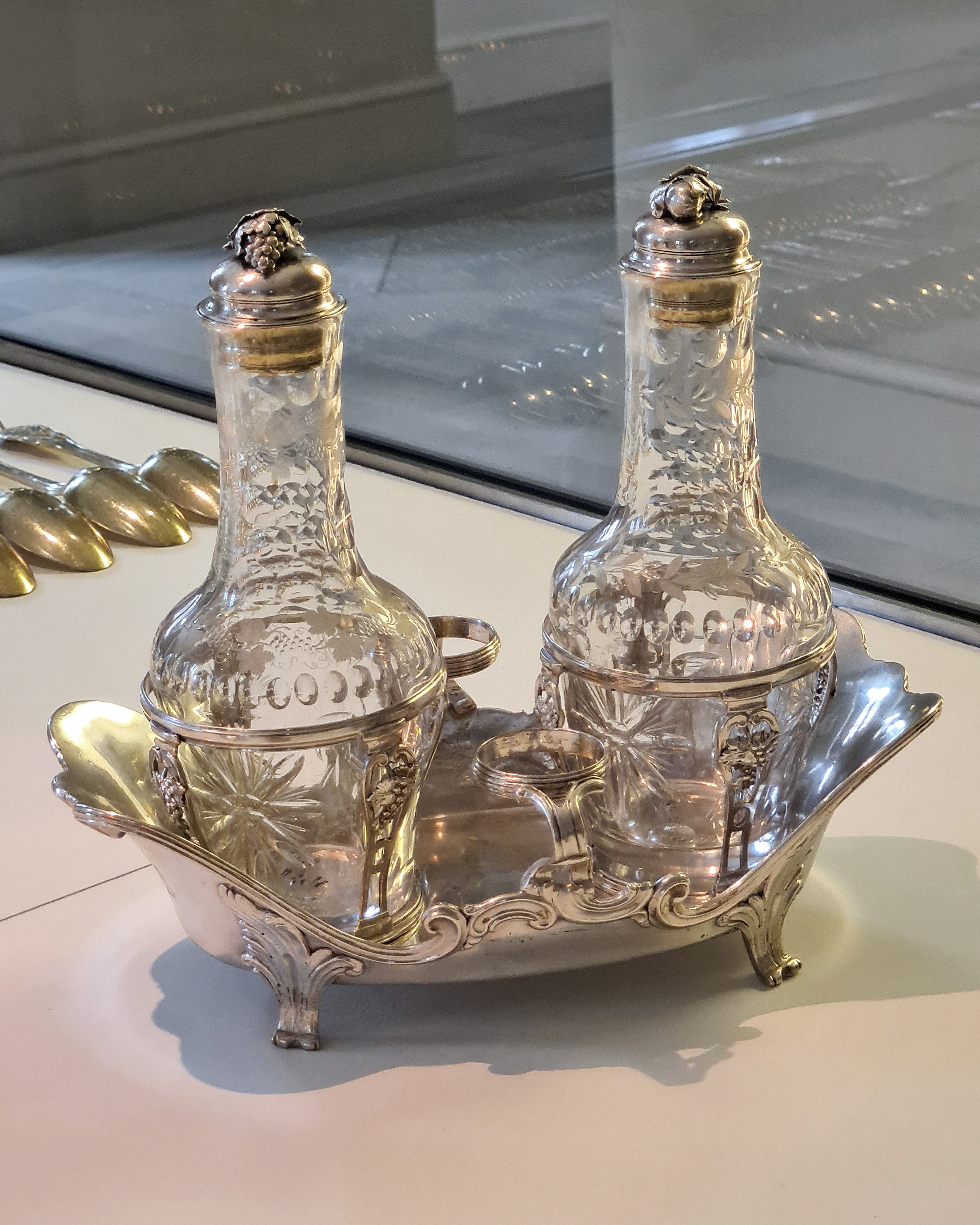
Huilier en argent et cristal.
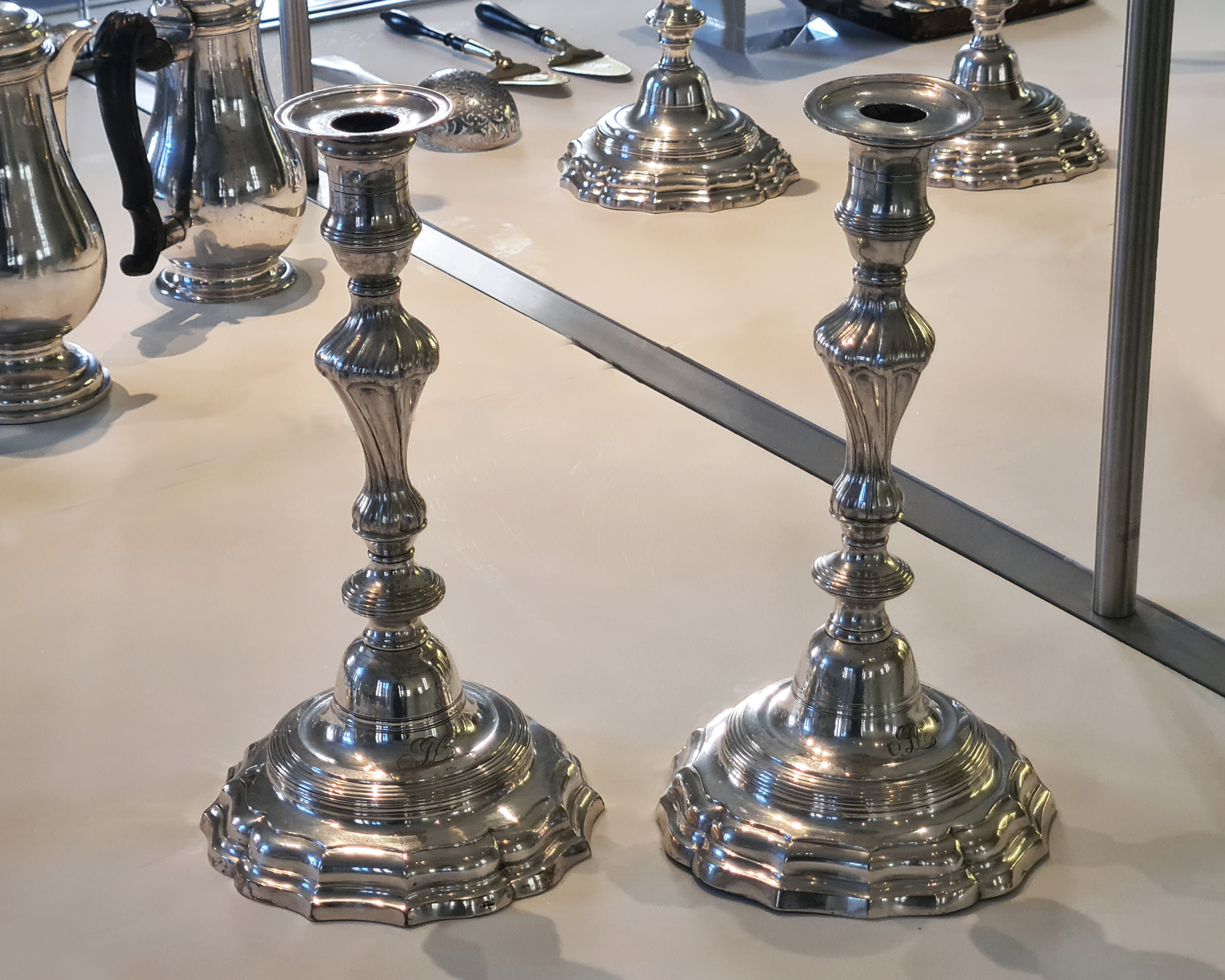
Paire de flambeaux en argent.
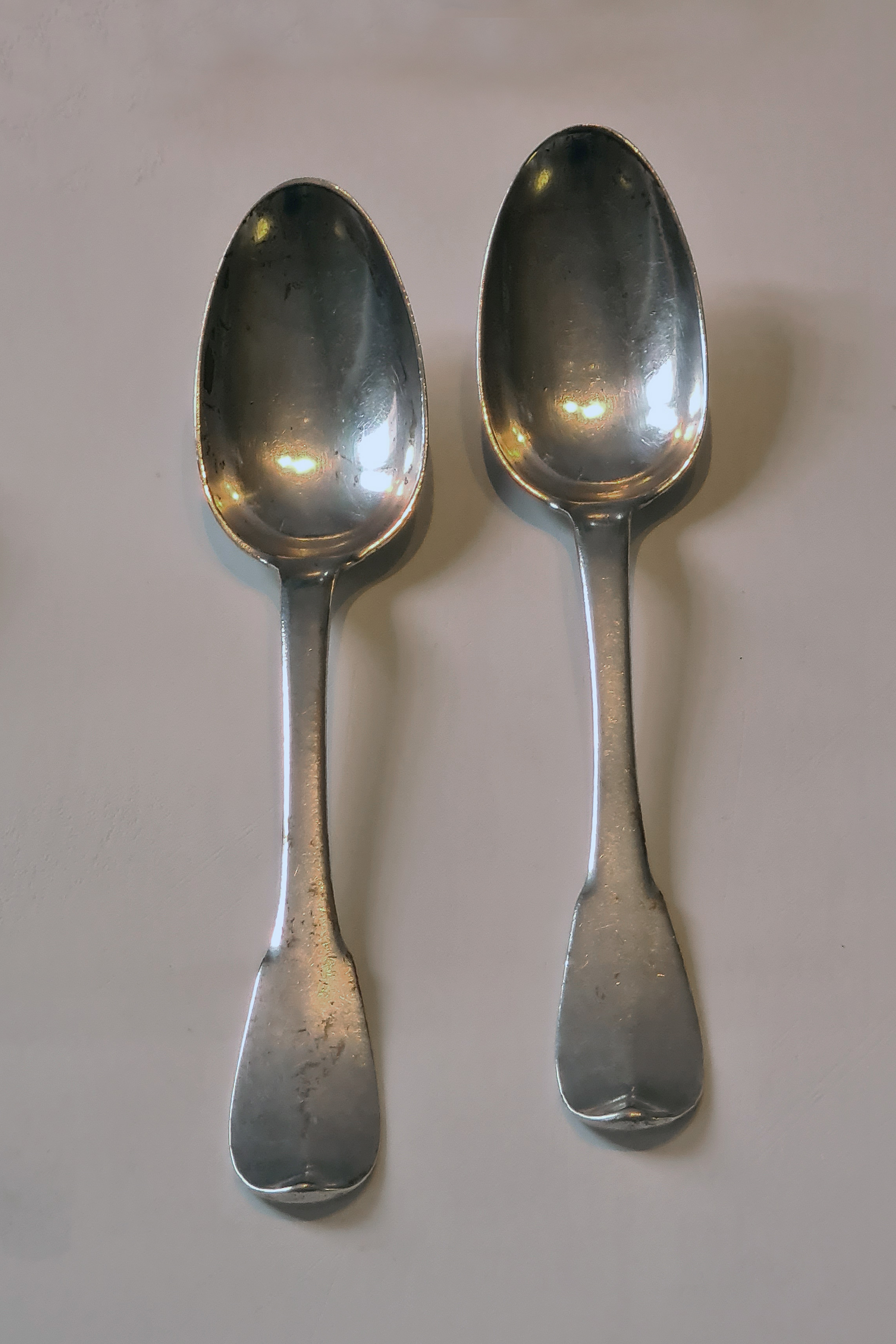
Deux cuillers en argent.

- Aiguière et son bassin.
- Paire de flacons à parfum sur leur plateau.
- Éteignoir.

Outre ces ensembles de prestige, le musée présente une assiette en argent doré, le couvercle d'un pot à fard, un huilier en argent et cristal, des flambeaux en argent, plusieurs cuillers en argent.

Musée des Arts décoratifs de Strasbourg.
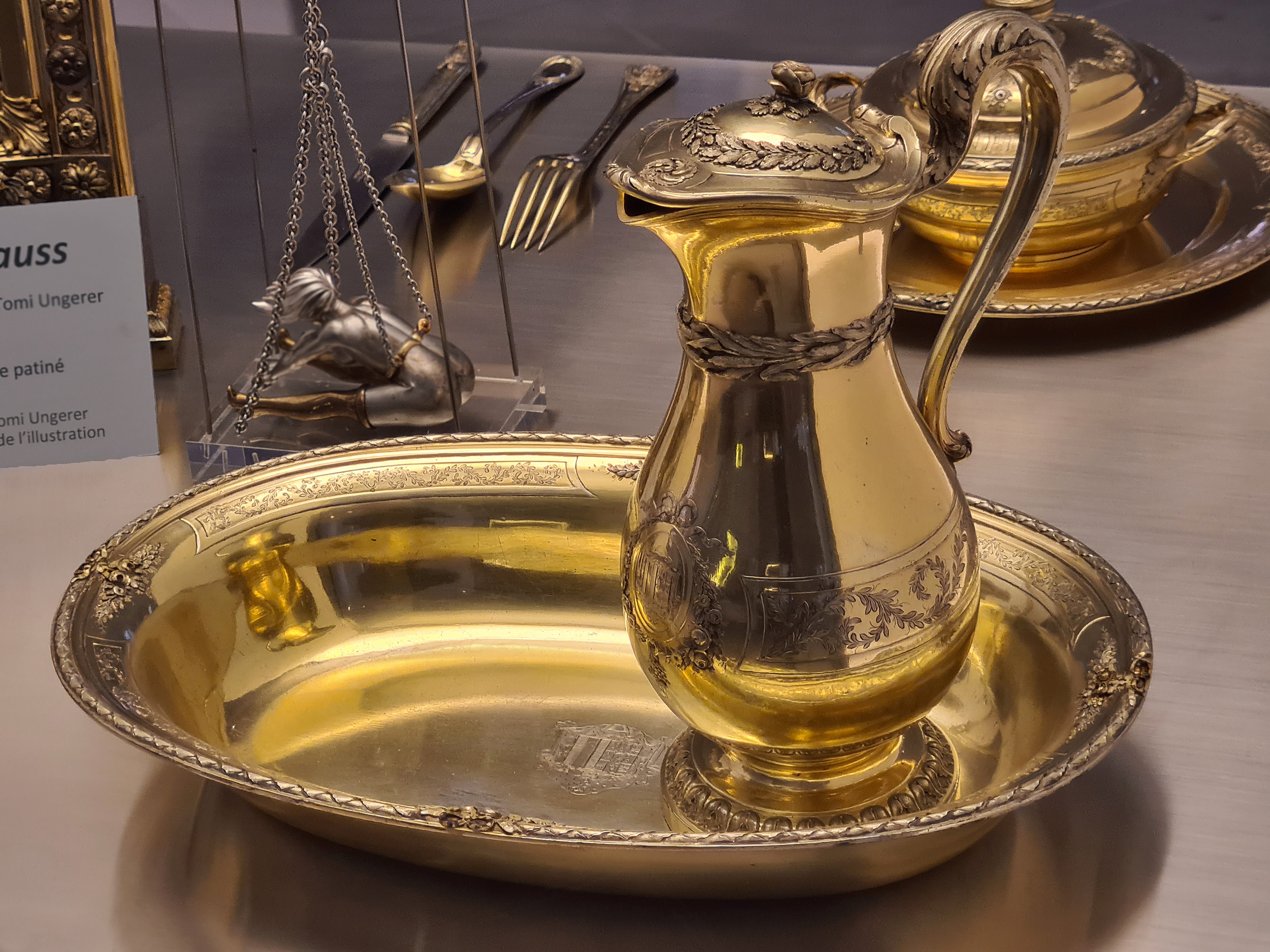
Aiguière et son bassin.
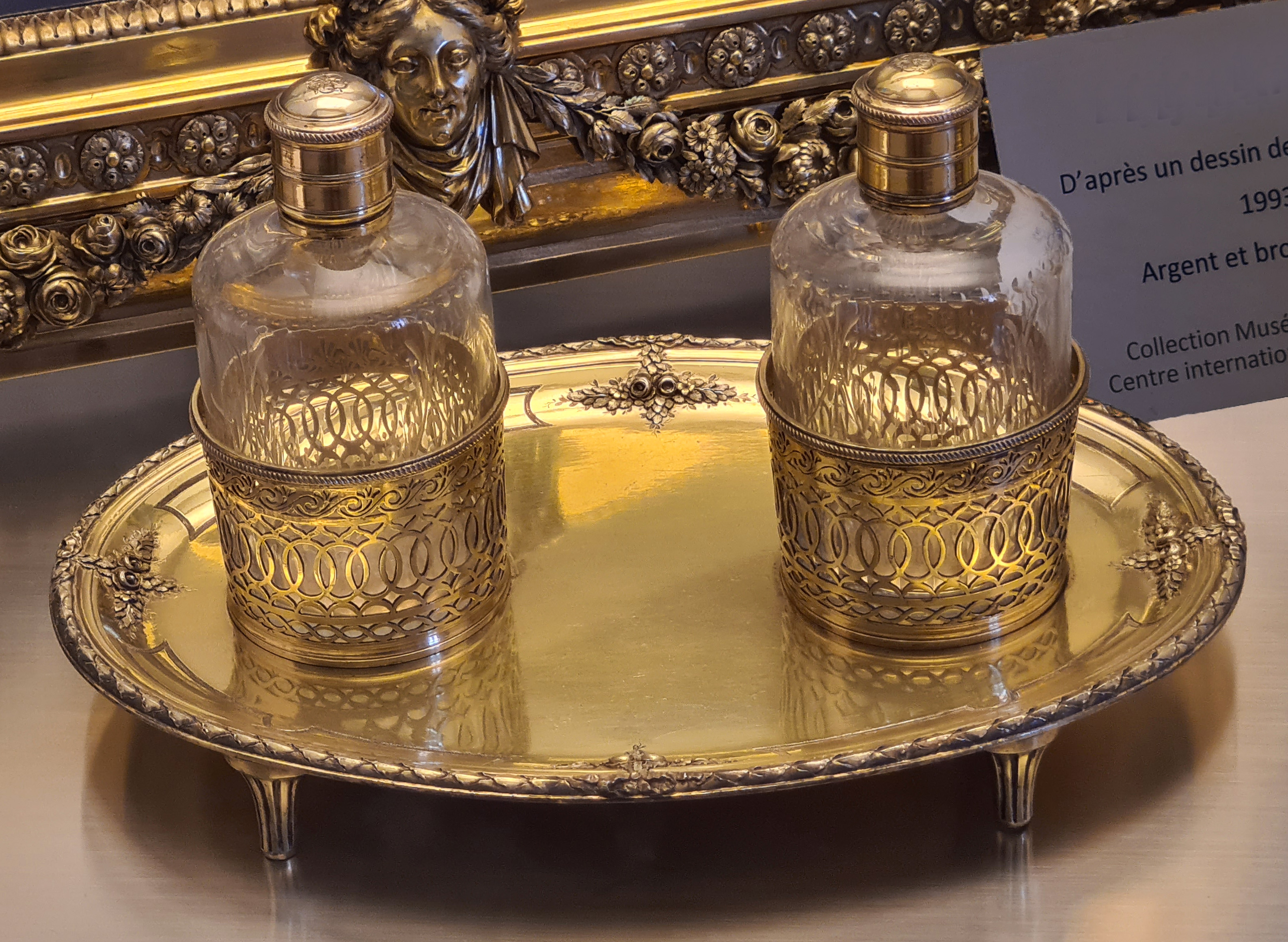
Paire de flacons à parfum sur leur plateau.
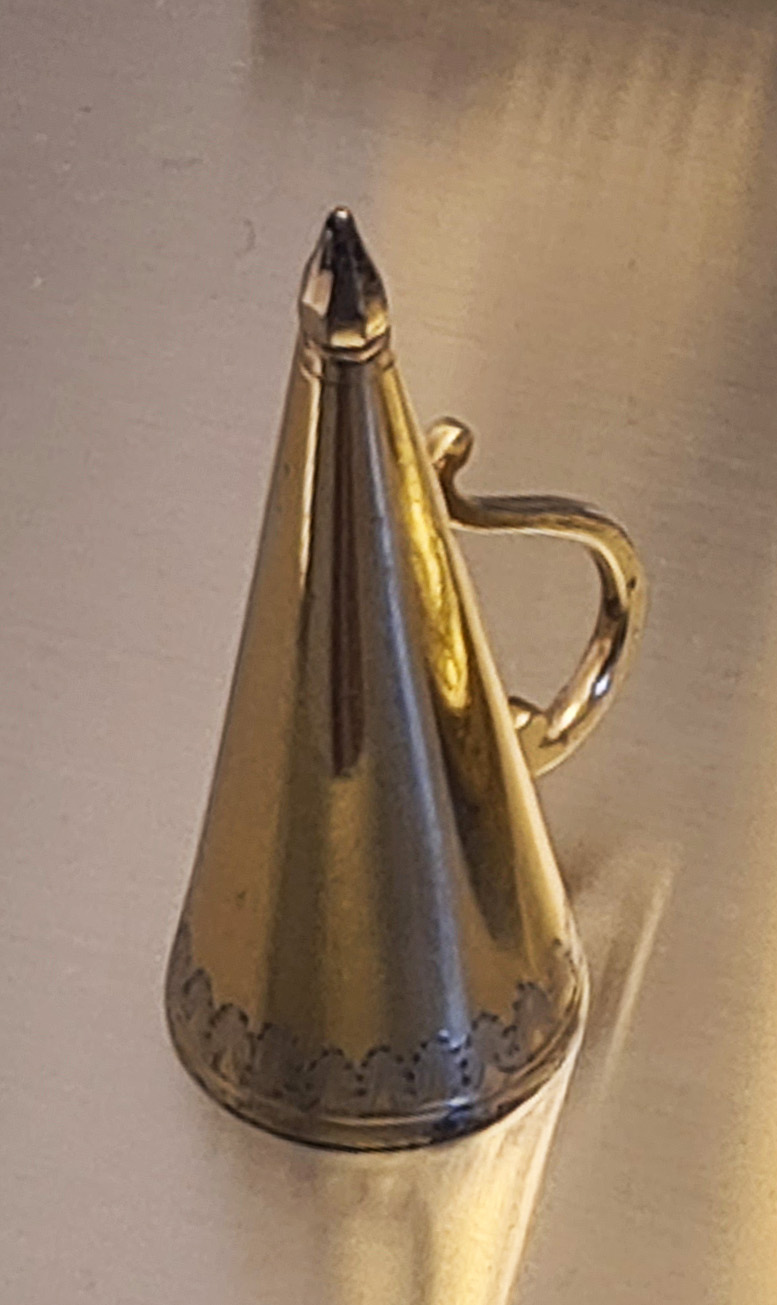
Éteignoir.

- Assiette en argent doré.
- Couvercle de pot à fard.
- Huilier en argent et cristal.
- Paire de flambeaux en argent.
- Deux cuillers en argent.

Le Metropolitan Museum of Art à New York a acquis plusieurs pièces, un gobelet en argent doré (vers 1770) et un ensemble de trois cuillers en argent (1760-1789).

Metropolitan Museum of Art.
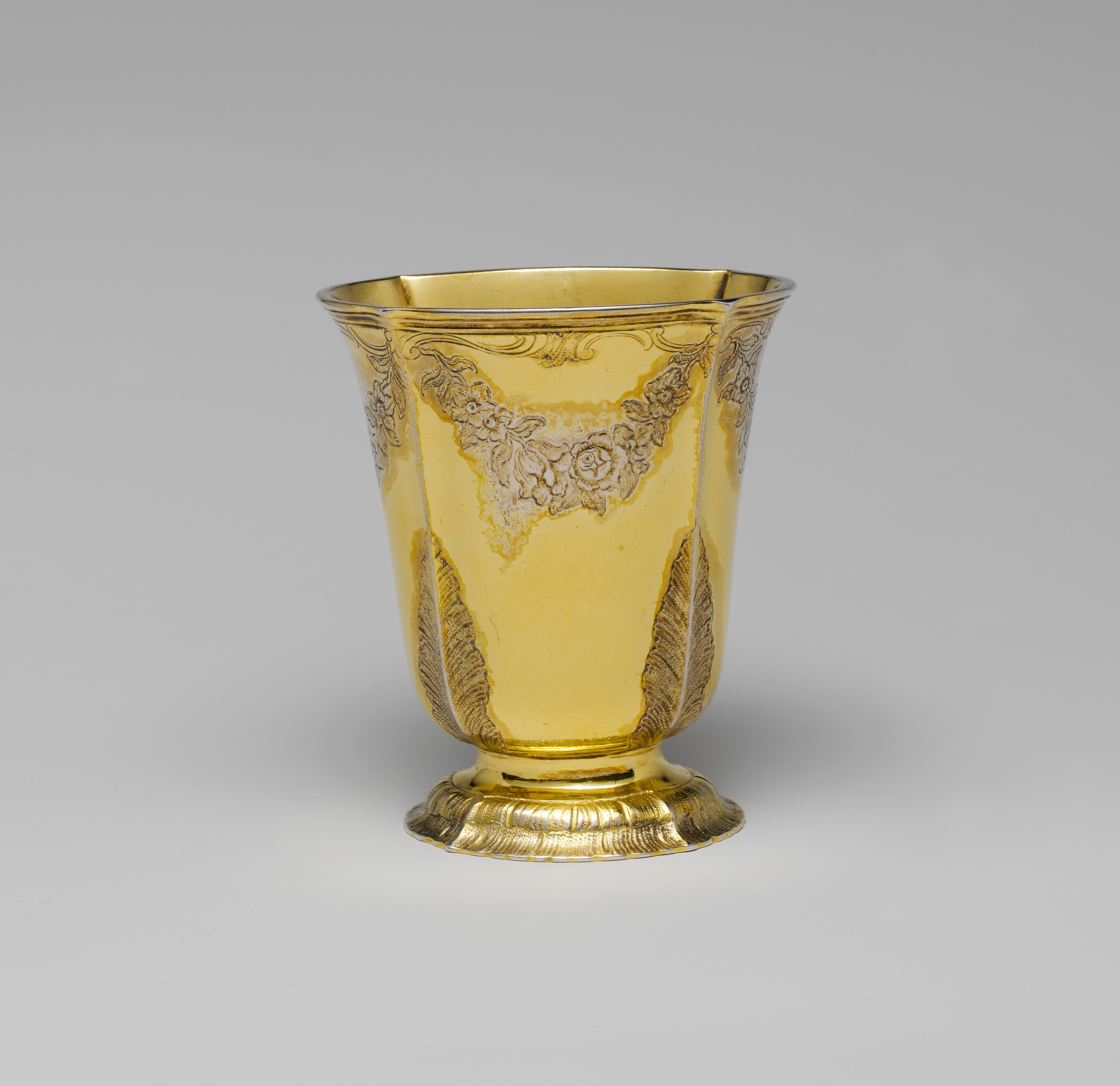
Gobelet en argent doré.
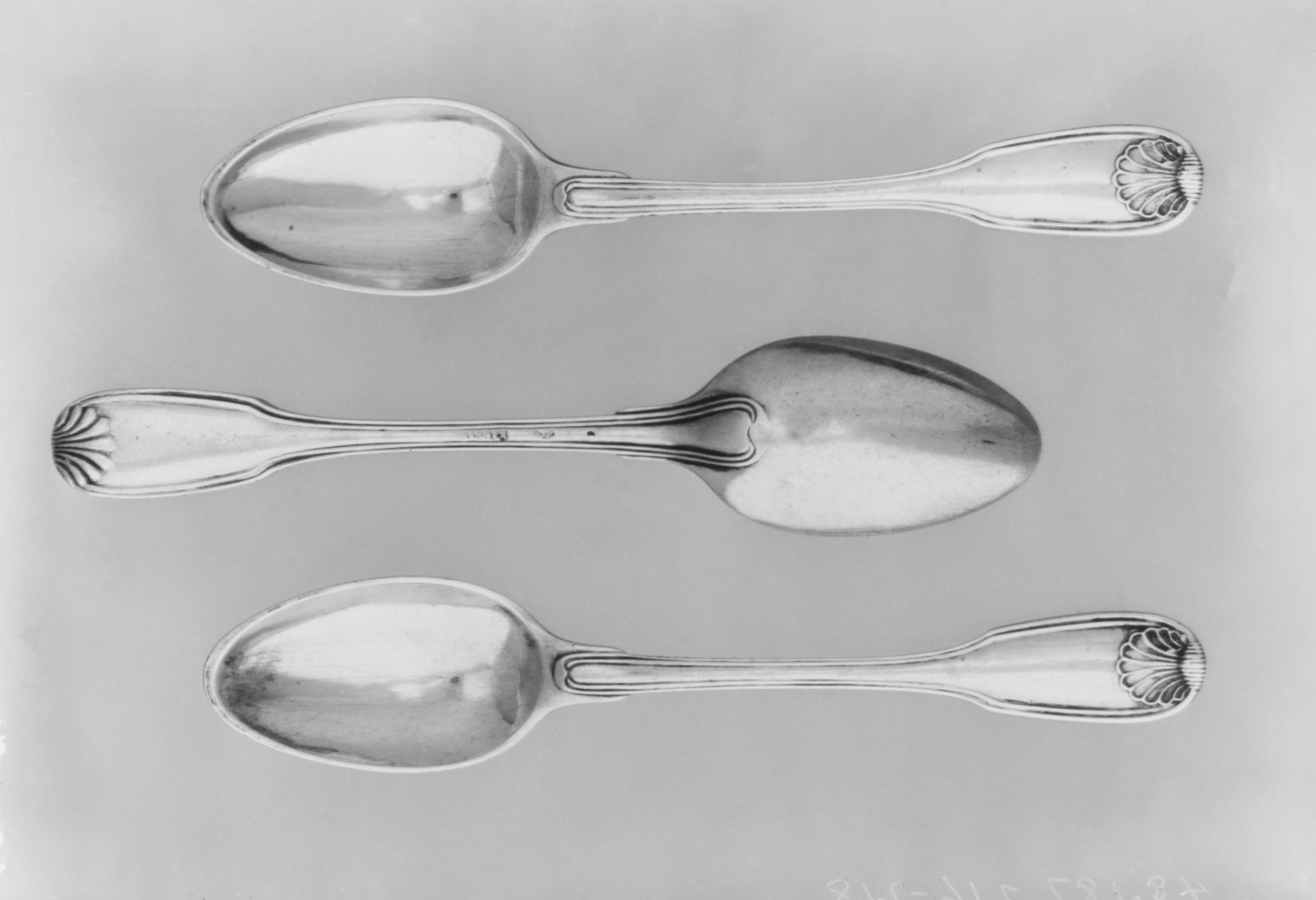
Trois cuillers en argent.

De nombreuses pièces figurent également dans des collections particulières.

## Postérité
Le nom d'une rue de Strasbourg rappelle la place de la famille Kirstein dans la vie artistique de la ville.